# Karl Ernst Papf
Karl Ernst Papf ou Ernesto Papf (Dresden, 17 de março de 1833 — São Paulo, 16 de março de 1910) foi um fotógrafo, pintor e desenhista saxão que se transferiu para o Brasil em 1867. Nascido em uma família que explorava mineração na Alemanha, resolveu seguir seus próprios passos e decidiu estudar artes na Academia de Pintura de Dresden, aproximadamente em 1850, quando jovem. Depois de 17 anos, foi contratado pela empresa Albert Henschel & Cia., do fotógrafo alemão Albert Henschel (1827-1882) e viaja para o Brasil, fixando-se primeiramente em Recife.
No século XIX, realizou diversas fotopinturas, que consistem em retratos a óleo baseados em fotos. Gênero bastante comum durante esse século.  A empresa de Albert Henschel, que na época era onde trabalhava, prospera e passa a se chamar Photographia Allemã. A Photographia Allemã passa a ter também algumas filiais em outras regiões do Brasil, como Salvador, Rio de Janeiro e São Paulo.
Papf foi destaque no gênero de fotopintura e produziu, ao longo de sua vida, encomendas para a família imperial, consolidando sua reputação como retratista no Brasil. No Rio de Janeiro, expõe suas principais obras, em 1882, no Liceu de Artes e Ofícios, na época um importante reduto de arte. Em 1889, muda-se para São Paulo e seu filho, Jorge Henrique Papf (1863-1920), assume a direção do estúdio no Rio de Janeiro. Na capital paulista, trabalha por um período para a filial da Photographia Allemã, mas, posteriormente, abre um estabelecimento próprio, a Photographia Papf. O artista ainda vivo recebeu medalha de ouro por suas pinturas.

## Vida
Logo na adolescência, aos dezesssete anos, já se destacava como artista e obtém grande sucesso com o trabalho intitulado A Saudação do Mineiro (1950). Dois anos depois,  em 1852, e com 19 anos, pintou outro quadro que foi bem recebido - Lembranças Paternas. Casou-se na Alemanha com Sofia Schaedlich em 1862. No ano seguinte, nasce Jorge Henrique, seu primeiro filho, que futuramente seria seu braço direito nos negócios.
Viaja para o Brasil em 1867 com toda família por ter recebido um convite de trabalho da firma de seu compatriota Alberto Henschel, estabelecido no país. Ao longo de toda sua estadia no Brasil, passou por importantes cidades, como Recife, Salvador, São Paulo e Rio de Janeiro, local onde mais tempo permaneceu.
Começou a trabalhar inicialmente no Recife, designado pelo seu chefe. Em 1872, viaja para Salvador, onde reside até 1877, ano em que, a serviço do ateliê Alberto Henschel & Cia., sev transfere para o Rio de Janeiro. Nesta cidade, Papf tinha a expectativa de encontrar um ambiente melhor para desenvolver suas produções, tanto de pintura quanto de fotografia.
Na cidade carioca, a fotografia profissional se tornara um bom negócio. Na época, o número de fotógrafos aumentava gradativamente na corte. Primeiro, havia apenas um. Em 1847, eram três e, em 1864, o número de fotografos passou para aproximadamente trinta.

### Rio de Janeiro
Chegou ao Rio de Janeiro em 1877. Neste mesmo ano, pelos seus méritos como pintor, foi convidado a retratar importantes figuras do império brasileiro, como a Princesa Isabel, o Conde D'Eu e o Príncipe do Grão-Pará. No ano seguinte, produziu, para crítica, o que seria uma das melhores paisagens de Papf -  a Praia do Cavalão (1878).  Passou a morar em Niterói, ainda no Rio de Janeiro, onde viveu de 1878 a 1880. Durante essa estadia em Niterói, sua esposa, Sofia, morre e Papf resolve se casar novamente. Agora, com a sobrinha Helena Schaedlich, que teve mais cinco filhos com o artista.
Em 1880, muda-se para Petrópolis, local onde instala outra filial da Photografia Alemã. Anos depois, rompe com a antiga empresa e cria sua própria, tendo o filho mais velho como seu auxiliar. O estabelecimento chamava-se Photografia Papf. Na cidade serrana, Papf mantinha um enorme e bem cuidado orquidário, usando frequentemente as suas flores na composição dos quadros que pintava.

### São Paulo
Entre o final do século XIX e o começo do século XIX, o  grande impulso econômico e social, causado pelo cultivo e exportação de café, atraiu, na época, Karl Ernst, que comprou uma fazenda próxima à capital paulista, em Sabaúna, para residir, em 1899. O local tinha o nome de Fazenda das Palmeiras, localizada na rua Direita, nº 10. Já na capital paulista, o fotógrafo abriu um estabelecimento comercial, onde atendia a sua clientela.
Enquanto no Rio, o ateliê de fotografia segue firme, ainda que um dos sócios de Papf resolve desfazer a sociedade.  Em 1910, Papf morre e, entre este ano e 1920, 1920, data do  falecimento de seu primogênito, Jorge Henrique Papf, que sempre foi o braço direito do pai nos negócios, assume a liderança da empresa.

## Obra

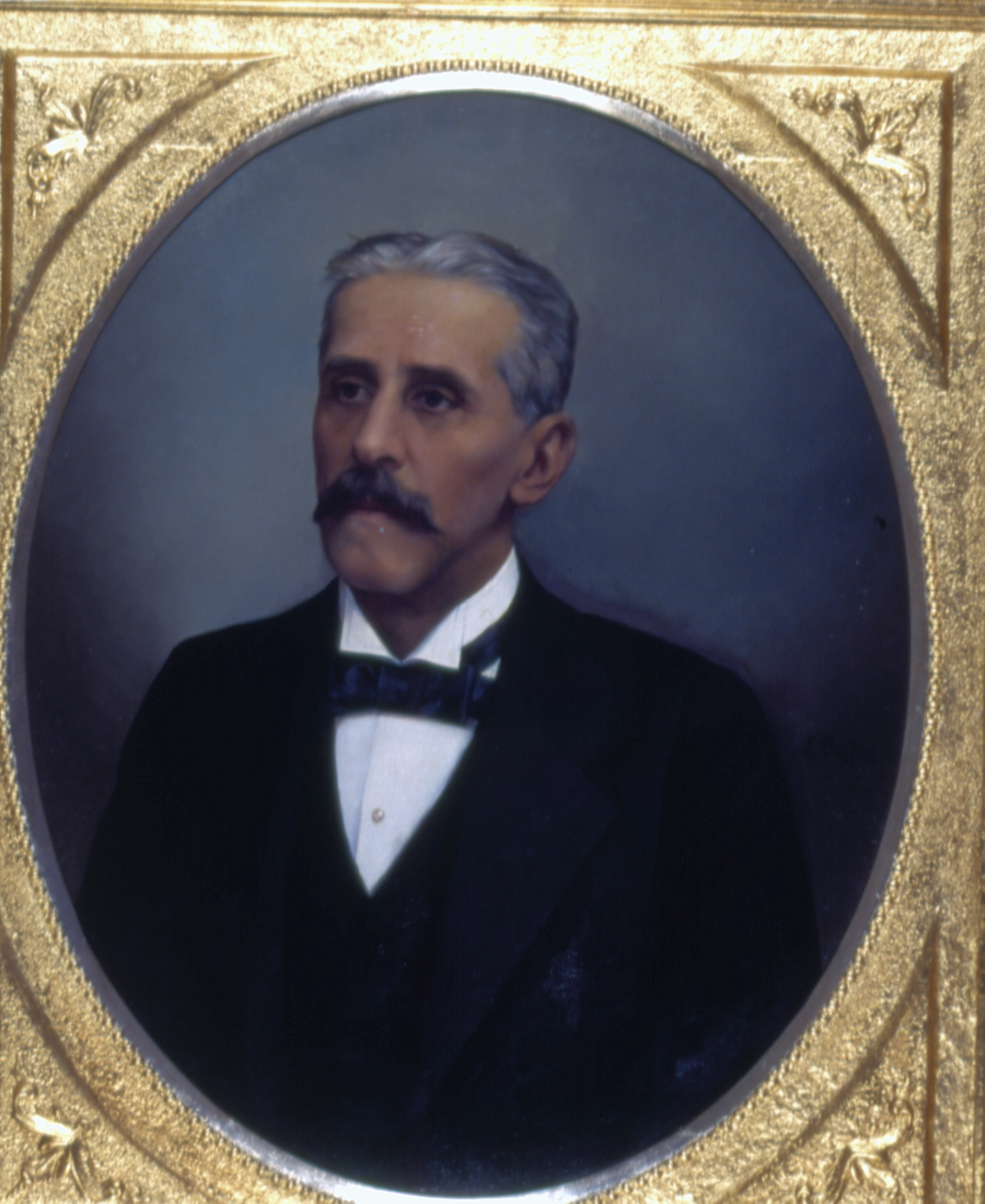
Quadro de Karl Ernesto Papf.

Papf foi destaque ao longo de sua carreira como pintor de retratos baseados em fotografias. Esse tipo de trabalho era uma alternativa mais econômica aos retratos em pinturas no século XIX. O retrato fotográfico, retocado e colorido à mão, era bastante procurado pela pequena burguesia comerciante. Na época, eles utilizam esse tipo de arte para perpetuar a imagem dessa parcela da população.
Suas obras se destacam pelo forte realismo que as fotopinturas imprimiam. Nota-se a preocupação com a simetria dos objetos retratados. Em Children (1886), que consiste no retrato de quatro crianças, o contorno dos lábios, olhos e orelhas é feito de forma bastante definida, o que provoca uma sensação de realismo na obra do artista. Karl resgata ainda os cânones clássicos da pintura em grande parte de seu acervo.
As pinturas de paisagens também eram bastante retratadas por Karl. Na obra Praia do Cavalão (1878), nota-se que o artistas fazia um bom uso das cores e contrastes A crítica relata que Papf reunia os conceitos clássicos do paisagismo holândes, que teve forte influência na Alemanha, local onde nasceu. Mas precisou superar a forte influência de sua formação para retratar a vegetação brasileira.

## Críticas
Na época, Karl Ernst Papf era bastante popular pelo seu trabalho, grande parte desse prestigio foi dado a ele por já ter retratado importantes figuras da família real do Brasil. O trabalho de Papf era reconhecido e, para grande parte da crítica, suas obras tinham um forte apelo comercial. O que fez com que os críticos de arte mais atuais não explorassem tanto a obra desse artistas, deixando-o de lado.
De acordo com o Carlos Roberto Maciel Levy (1951), autor da biografia sobre Papf, o sucesso comercial do artista serviu de pretexto para que sua obra fosse ignorada ao longo da história recente da arte no Brasil. Levy, porém, relembra a todos a importância que Karl tem como paisagista. Já o crítico de arte Gonzaga Duque (1863-1911), em breve comentário sobre o Papf , ironiza por exemplo o fato de que o artista, muito famoso entre seus contemporâneos, seja  pouco lembrado posteriormente.

## Morte
Karl Ernst Papf, para os parâmetros da época, foi uma pessoa que viveu acima da média. Em 16 de Março, de 1910, um dia antes de completar setenta e sete anos, Karl Ernst Papf chegou ao óbito em São Paulo. Depois que veio para as terras brasileiras, o artista nunca mais voltou para a cidade natal, na Alemanha. Casou-se novamente, teve mais cinco filhos com a segunda esposa e morreu no Brasil.
Em 1980, foi realizada uma retrospectiva de suas obras no  Rio de Janeiro e em São Paulo. Na cidade carioca, o Museu Imperial , em Petrópolis, foi sede dessa exposição. Já em São Paulo, o lugar escolhido foi a Pinacoteca do Estado de São Paulo.

## Galeria

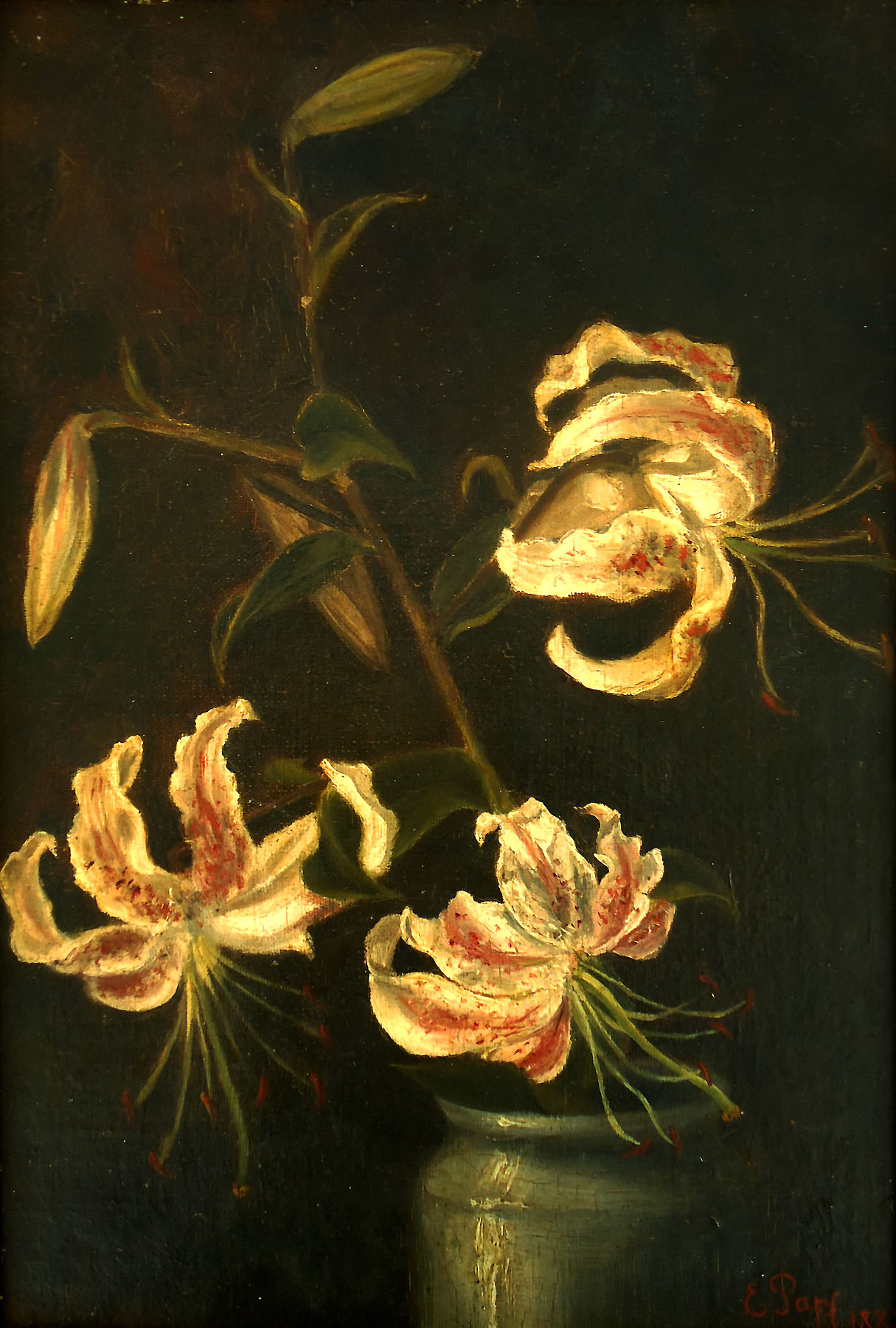
Karl Ernst Papf (1833-1910) Orquídeas, 1888, óleo sobre tela sobre cartão, 36 x 24,5cm, photo Gedley Belchior Braga
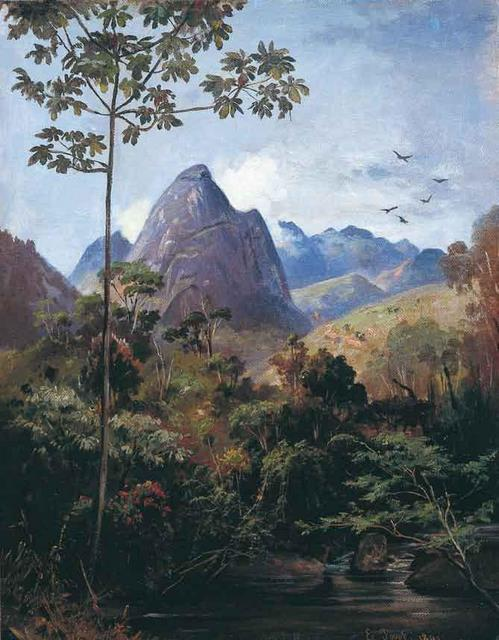
Karl Ernst Papf - Vista de Petrópolis
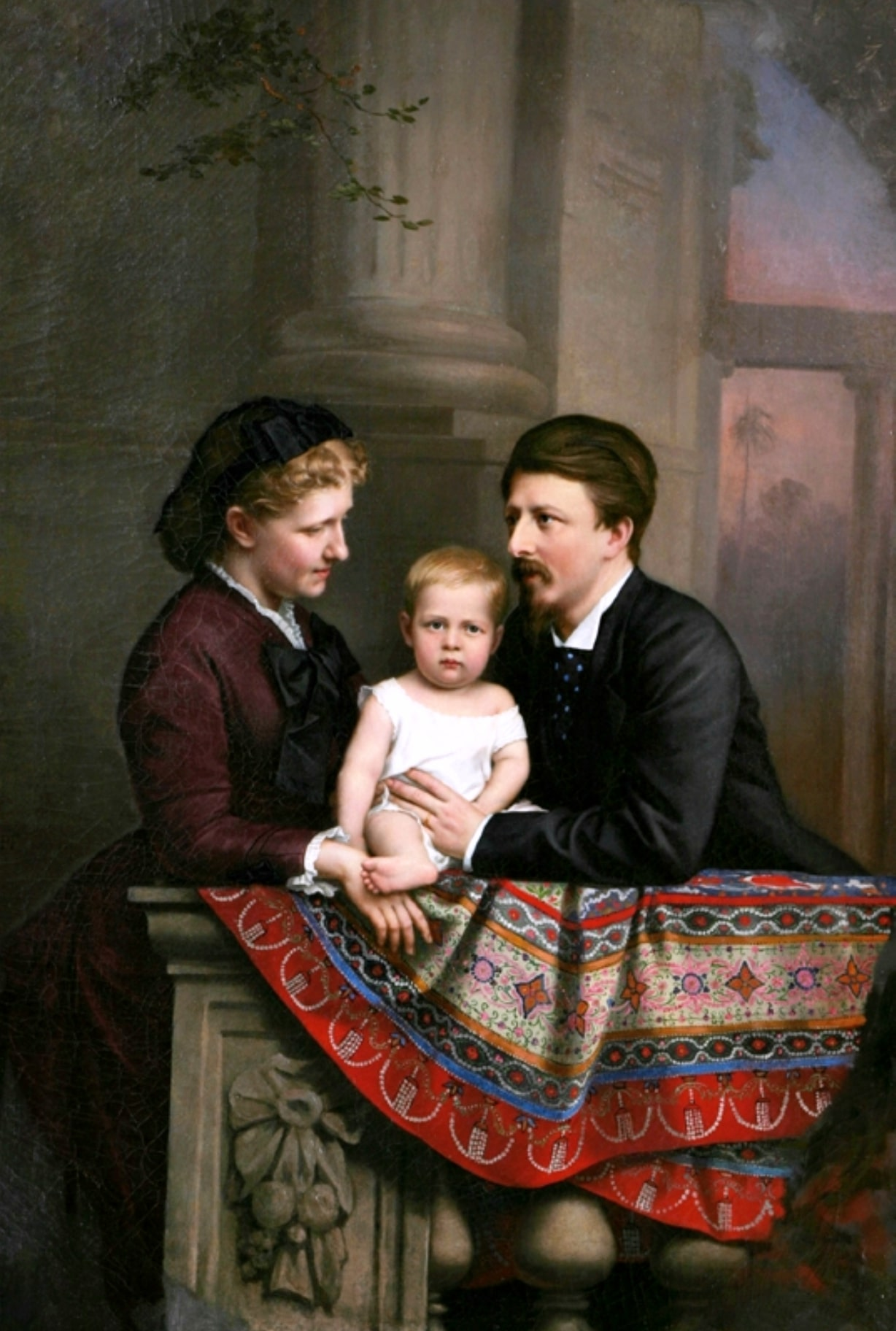
Gaston d’Orléans, comte d’Eu01
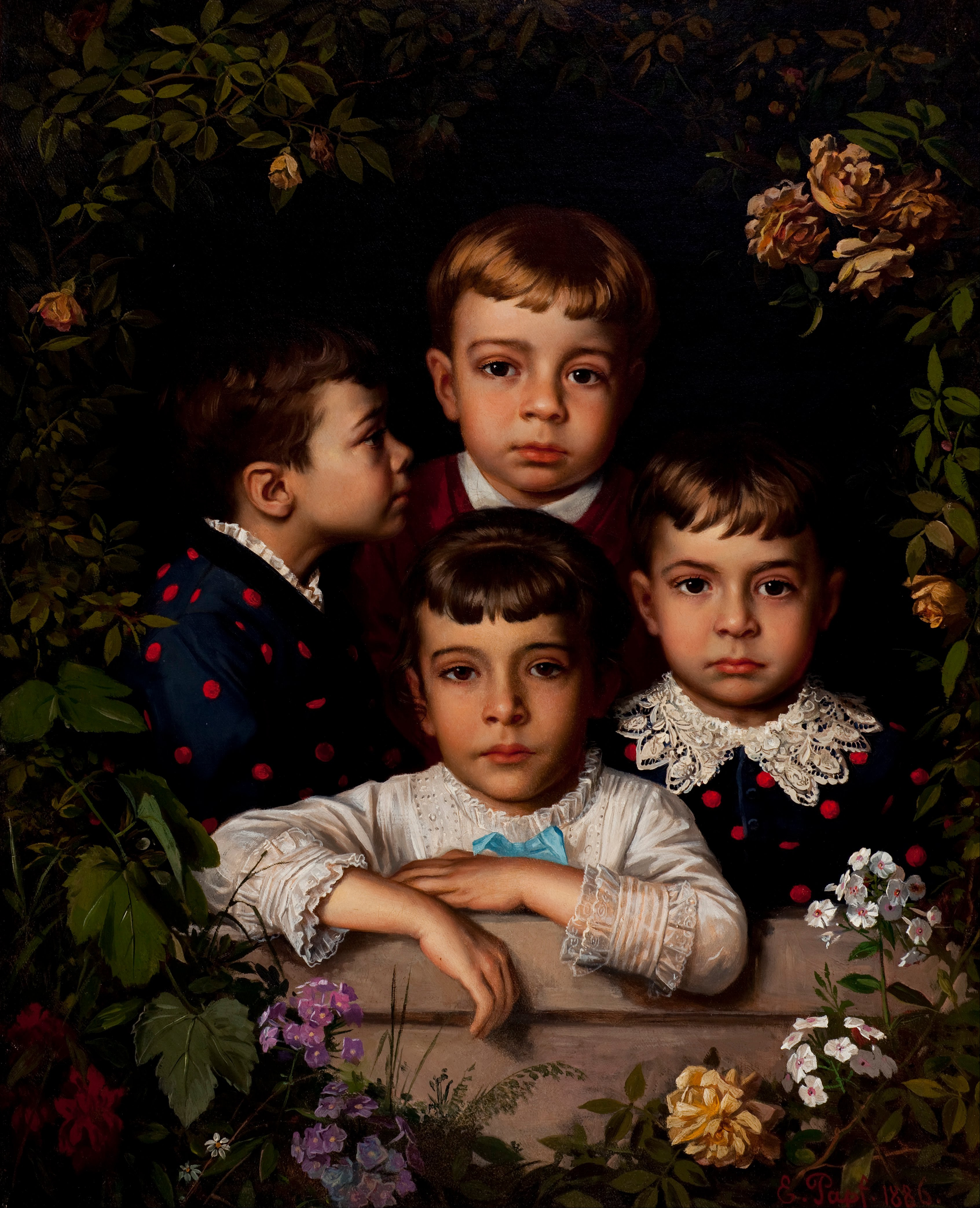
Karl Ernst Papf - Children - Google Art Project